# Rondel Sorrillo
Rondel Sorrillo (né le 21 janvier 1986 à La Brea) est un athlète trinidadien, spécialiste des épreuves de sprint.

## Biographie
Médaillé d'argent des Championnats d'Amérique centrale et des Caraïbes de 2008, il participe aux Jeux olympiques de Pékin où il est éliminé en quart de finale du 200 mètres en 20 s 63. L'année suivante, lors des Championnats d'Amérique centrale et des Caraïbes de La Havane, le Trinidadien se classe deuxième du 200 mètres, derrière le Jamaïcain Nickel Ashmeade, et obtient par ailleurs la médaille d'or au titre du relais 4 × 100 mètres. Sélectionné pour les Championnats du monde de Berlin, en août 2009, il s'incline en demi-finale dans le temps de 20 s 63. 
En 2011, Rondel Sorrillo décroche deux médailles d'argent (200 m et 4 × 100 m) lors des Championnats d'Amérique centrale et des Caraïbes de Mayagüez. Le 14 août, lors des Championnats de Trinité-et-Tobago de Port-d'Espagne, il porte son record personnel du 200 m à 20 s 16.
Le 14 juillet 2012, lors du meeting Aviva au Crystal Palace de Londres, Rondel Sorrillo est le premier relayeur du 4 × 100 m de l'équipe nationale de Trinité-et-Tobago : son équipe remporte l'épreuve en 38 s 23, meilleur temps de l'année pour Trinité-et-Tobago (précédent 39 s 03), sans disposer de Keston Bledman dans leurs rangs.
Le 20 mars 2016, Sorrillo remporte la médaille de bronze des championnats du monde en salle de Portland, ayant participé aux séries.
Après être descendu pour la première fois sous les 10 s en juin 2016 à Port-d'Espagne, bénéficiant d'un vent à 1,7 m/s, un an après, le 24 juin 2017, il court en 10 s 15, avec un vent du même ordre (+1,8). Malgré cette performance, il n'est pas sélectionné sur 100 m pour les Championnats du monde 2017.

## Palmarès
| Date | Compétition                                      | Lieu         | Résultat | Épreuve   |
| ---- | ------------------------------------------------ | ------------ | -------- | --------- |
| 2007 | Championnats NACAC                               | San Salvador | 3e       | 4 × 100 m |
| 2008 | Championnats d'Amérique centrale et des Caraïbes | Cali         | 2e       | 200 m     |
| 2009 | Championnats d'Amérique centrale et des Caraïbes | La Havane    | 2e       | 200 m     |
| 2009 | Championnats d'Amérique centrale et des Caraïbes | La Havane    | 1er      | 4 × 100 m |
| 2010 | Jeux d'Amérique centrale et des Caraïbes         | Mayagüez     | 3e       | 200 m     |
| 2010 | Jeux d'Amérique centrale et des Caraïbes         | Mayagüez     | 1er      | 4 × 100 m |
| 2011 | Championnats d'Amérique centrale et des Caraïbes | Mayagüez     | 2e       | 200 m     |
| 2011 | Championnats d'Amérique centrale et des Caraïbes | Mayagüez     | 2e       | 4 × 100 m |
| 2011 | Championnats du monde                            | Daegu        | 7e       | 200 m     |
| 2013 | Championnats du monde                            | Moscou       | 7e       | 4 × 100 m |
| 2014 | Relais mondiaux de l'IAAF                        | Nassau       | 2e       | 4 × 100 m |
| 2014 | Jeux du Commonwealth                             | Glasgow      | 3e       | 4 × 100 m |
| 2015 | Jeux panaméricains                               | Toronto      | 3e       | 4 x 100 m |
| 2016 | Championnats du monde en salle                   | Portland     | 3e       | 4 × 400 m |

### Records
| Épreuve | Performance | Lieu           | Date         |
| ------- | ----------- | -------------- | ------------ |
| 100 m   | 9 s 99      | Port-d'Espagne | 25 juin 2016 |
| 200 m   | 20 s 16     | Port-d'Espagne | 14 août 2011 |